# إليجاه ديكسون-بونير
إليجاه ديكسون-بونير (بالإنجليزية: Elijah Dixon-Bonner) هو لاعب كرة قدم بريطاني في مركز الوسط، ولد في 2001 في لندن في المملكة المتحدة. لعب مع نادي أرسنال.

## وصلات خارجية
- إليجاه ديكسون-بونير على موقع الاتحاد الأوربي (الإنجليزية)
- إليجاه ديكسون-بونير على موقع قاعدة بيانات كرة القدم.إي يو (الإنجليزية)
- إليجاه ديكسون-بونير على موقع Soccerbase.com (لاعب) (الإنجليزية)
- إليجاه ديكسون-بونير على موقع Soccerway.com (الإنجليزية)
- إليجاه ديكسون-بونير على موقع عالم كرة القدم.نت (الإنجليزية)